# چاک راسل
چارلز «چاک» راسل (انگلیسی: Charles "Chuck" Russell؛ زادهٔ ۹ مهٔ ۱۹۵۸) کارگردان و تهیه‌کننده فیلم اهل ایالات متحده آمریکا است.

## فیلم‌شناسی
- چشم انداز - ۱۹۸۴ (نویسنده و تهیه‌کننده)
- دخترها فقط می‌خواهند لذت ببرند - ۱۹۸۵  (تهیه‌کننده)
- بازگشت به مدرسه - ۱۹۸۶ (تهیه‌کننده)
- کابوس در خیابان الم ۳ - ۱۹۸۷ (کارگردان و نویسنده)
- توده -۱۹۸۸ (کارگردان و نویسنده)
- ماسک - ۱۹۹۴ (کارگردان)
- پاک‌کننده - ۱۹۹۶ (کارگردان)
- این کودک را دعا کنید - ۲۰۰۰ (کارگردان)
- پادشاه عقرب - ۲۰۰۲ (کارگردان)
- وثیقه - ۲۰۰۴ (مدیرتولید)
- من خشمگین هستم - ۲۰۱۶ (کارگردان)
- جنگلی - ۲۰۱۹ (کارگردان و نویسنده) [۲][۳]
- شهر بهشت - ۲۰۲۳ (کارگردان)
- جادوگر - ۲۰۲۴ (کارگردان)